# Біатлон на зимових Азійських іграх 1999
Змагання з біатлону на зимових Азійських Іграх 1999 проводилися в Канвон, (Південна Корея) з 1 по 5 лютого. Було проведено 6 змагань, три для чоловіків та три для жінок.

## Країни-учасники
У змаганнях взяли участь 34 спортсмени з п'яти країн.
| Країна         | КС |
| -------------- | -- |
| Китай          | 8  |
| Казахстан      | 9  |
| Японія         | 7  |
| Монголія       | 1  |
| Південна Корея | 9  |

## Медалісти

### Чоловіки
| Дисципліна           | Золото                                                                       | Срібло                                                         | Бронза                                                            |
| -------------------- | ---------------------------------------------------------------------------- | -------------------------------------------------------------- | ----------------------------------------------------------------- |
| 10 км, спринт        | Чжан Цін Китай                                                               | Дмитро Поздняков Казахстан                                     | Дмитро Пантов Казахстан                                           |
| 20 км, індивідуальна | Чжан Цін Китай                                                               | Дмитро Поздняков Казахстан                                     | Дмитро Пантов Казахстан                                           |
| 4 × 7,5 км, естафета | Казахстан Олексій Каревський Сергій Абдукаров Дмитро Пантов Дмитро Поздняков | Японія Такаші Шіндо Шіндзі Ебісава Хідекі Ямамото Хіденорі Іса | Південна Корея Сон Хе Квон Сін Пьон Кук Чхве Нинь Чоль Чон Че Вон |

### Жінки
| Дисципліна           | Золото                                                               | Срібло                                      | Бронза                                                   |
| -------------------- | -------------------------------------------------------------------- | ------------------------------------------- | -------------------------------------------------------- |
| 7,5 км, спринт       | Ю Шумей Китай                                                        | Маргарита Дулова Казахстан                  | Сунь Жибо Китай                                          |
| 15 км, індивідуальна | Ю Шумей Китай                                                        | Лю Сяньін Китай                             | Маргарита Дулова Казахстан                               |
| 4 × 7,5 км, естафета | Казахстан Галина Автаєва Маргарита Дулова Єлена Дубок Людмила Гурєва | Китай Ю Шумей Сунь Жибо Лю Сяньін Кун Їнчао | Південна Корея Кім Ча Юн Кім Мі Йон Ю Че Сун Чхве Мі Чон |

## Таблиця медалей
| Місце                      | Країна         | Золото | Срібло | Бронза | Загалом |
| -------------------------- | -------------- | ------ | ------ | ------ | ------- |
| 1                          | Китай          | 4      | 2      | 1      | 7       |
| 2                          | Казахстан      | 2      | 3      | 3      | 8       |
| 3                          | Японія         | 0      | 1      | 0      | 1       |
| 4                          | Південна Корея | 0      | 0      | 2      | 2       |
| Разом                      | Разом          | 6      | 6      | 6      | 18      |
| Примітка: приймаюча країна |                |        |        |        |         |

## Результати

### Чоловіки

#### 10км, спринт
| Місце | Атлет                      | Час     |
| ----- | -------------------------- | ------- |
| 1     | Чжан Цін Китай             | 30.10.6 |
| 2     | Дмитро Поздняков Казахстан | 31.03.5 |
| 3     | Дмитро Пантов Казахстан    | 31.16.8 |

#### 20км, індивідуальні
| Місце | Атлет                      | Час     |
| ----- | -------------------------- | ------- |
| 1     | Чжан Цін Китай             | 1:02.53 |
| 2     | Дмитро Поздняков Казахстан | 1:03.01 |
| 3     | Дмитро Пантов Казахстан    | 1:03.24 |

#### 4 × 7,5км, естафета
| Місце | Атлет                                                                        | Час     |
| ----- | ---------------------------------------------------------------------------- | ------- |
| 1     | Казахстан Олексій Каревський Сергій Абдукаров Дмитро Пантов Дмитро Поздняков | 1:38.15 |
| 2     | Японія Такаші Шіндо Шіндзі Ебішава Хідекі Ямамото Хіденорі Іса               | 1:41.45 |
| 3     | Південна Корея Сон Хе Квон Сін Пьон Кук Чхве Нинь Чоль Чон Че Вон            | 1:42.42 |

### Жінки

#### 7,5км, спринт
| Місце | Атлет                      | Час     |
| ----- | -------------------------- | ------- |
| 1     | Ю Шумей Китай              | 23.57.5 |
| 2     | Маргарита Дулова Казахстан | 24.40.2 |
| 3     | Сунь Жибо Китай            | 24.55.3 |

#### 15км, індивідуальні
| Місце | Атлет                      | Час     |
| ----- | -------------------------- | ------- |
| 1     | Ю Шумей Китай              | 55.44.9 |
| 2     | Лю Сяньін Китай            | 56.50.7 |
| 3     | Маргарита Дулова Казахстан | 57.07.2 |

#### 4 × 7,5км, естафета
| Місце | Атлет                                                                | Час     |
| ----- | -------------------------------------------------------------------- | ------- |
| 1     | Казахстан Галина Автаєва Маргарита Дулова Єлена Дубок Людмила Гурєва | 1:50.32 |
| 2     | Китай Ю Шумей Сунь Жибо Лю Сяньін Кун Їнчао                          | 1:51.00 |
| 3     | Південна Корея Кім Ча Юн Кім Мі Йон Ю Че Сун Чхве Мі Чон             | 2:11.18 |